# Кой-Асан (річка)
Кой-Асан (крим. Qoy Asan, також балка Кой-Асан, Сухий струмок, рос. ручей Сухой) — річка в Україні, у Керченському районі Автономної Республіки Крим (басейн Сиваша), на Ак-Монайському перешийку.

## Опис
Довжина річки 14,3 км, площа басейну водозбору 34,3,5  км² (за іншими данними 67,4 км²).

## Розташування
Початок балки знаходиться в розораному степу Ак-Монайського перешийку, тече майже на північ, по руслу прокладений головний колектор № 29 (ГК-29) Північнокримського каналу. Бере початок на південно-західній стороні від села Батальне (до 1948 — Арма-Елі, крим. Arma Eli) . Спочатку тече на південний захід, потім повертає і тече переважно на північний захід через село Ячмінне (до 1948 — Порпач, крим. Porpaç), Львове (до 1948 — Джан-Тору, крим. Can Toru) і впадає у озеро Сиваш.

## Цікаві факти
- Біля села Ячмінне, струмок прорізає західний край Парпачського хребта, між курганами Кош-оба на сході і безіменним — на заході.

- Між селами Батальне та Ячмінне річку перетинає автошлях М17 (автомобільний шлях міжнародного значення на території України, Херсон — Джанкой — Феодосія — Керч — державний кордон із Росією).

- Між пагорбів на струмку в другій половині XIX століття був споруджений ставок, вперше показаний на мапі Криму 1890 року (як ставок він позначений і на довоєнних мапах, який пізніше трансформувався в озеро, пізніше йому присвоїли назву Парпач-Коль[7].
- У гирлі балки в другій половині XIX століття був споруджений ставок, вперше позначений на верстівки Криму 1890 року.[8]